# Auleben
Auleben là một đô thị ở huyện Nordhausen, trong bang Thüringen, Đức. Đô thị Auleben có diện tích 19,45 km².